# Yuliya Tabakova
Pour les articles homonymes, voir Tabakova.
Yuliya Tabakova, née le 1er mai 1980 à Kalouga, est une athlète russe, évoluant sur le sprint. Son principal résultat est une médaille d'argent en relais 4 × 100 m avec aux Jeux olympiques d'Athènes. 

## Palmarès

### Jeux olympiques d'été
- Jeux olympiques d'été de 2004 à Athènes ( Grèce)
  - éliminée en demi-finale du 100 m
  -  Médaille d'argent en relais 4 × 100 m